# Нагорный (Волгоградская область)
Нагорный — посёлок в Камышинском районе Волгоградской области, в составе Верхнедобринского сельского поселения.
Население — 174 чел. (2010)

## История
Дата основания не установлена. Предположительно основан в начале XX века. На карте РККА начала 1941 года в районе посёлка отмечена МТФ (молочно-товарная ферма). Территория относилась к Добринскому кантону АССР немцев Поволжья.
После депортации немецкого населения и ликвидации АССР немцев Поволжья территория была передана в состав Сталинградской области (Нижне-Добринский район). С 1950 года — в составе Камышинского района. Решением Волгоградского облисполкома от 10 сентября 1966 года № 20/531 был переименован поселок фермы № 4 совхоза «Добринский» Нижнедобринского сельского Совета в поселок Нагорный. В 1971 году передан в состав Верхнедобринского сельсовета.

## География
Посёлок находится холмистой степной местности, в пределах Приволжской возвышенности, являющейся частью Восточно-Европейской равнины, при балке Первая Уракова, на высоте около 70 метров над уровнем моря. Почвы — каштановые.
По автомобильным дорогам расстояние до административного центра Верхнедобринского сельского поселения села Верхняя Добринка — 8,3 км, до районного центра города Камышин — 34 км, до областного центра города Волгоград — 220 км.
Часовой пояс
Нагорный, как и вся Волгоградская область, находится в часовой зоне МСК (московское время). Смещение применяемого времени относительно UTC составляет +3:00.

## Население
| 1987  | 2002 |
| ----- | ---- |
| ≈ 140 | 167  |

| 2010 |
| ---- |
| 174  |